# Février 1783

## Événements

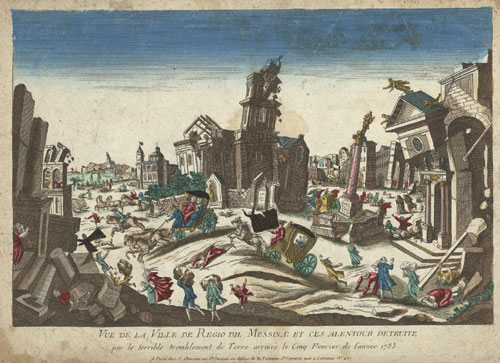
5 février : tremblement de terre à Messine

- Coalition Fox-North au Royaume-Uni[1].

- 3 février : l'Espagne reconnaît l'indépendance des États-Unis d'Amérique[2].

- 4 février : le Royaume-Uni déclare vouloir cesser les hostilités avec les États-Unis[3].

- 5 février : un tremblement de terre fait 50 000 victimes en Calabre en Italie. Le Parlement des Deux-Siciles fait un don de 400 000 écus pour les sinistrés de Messine, qui est répartie en faveur de 70 familles selon l’ancien système, ce qui provoque l’opposition du duc de Caracciolo[4].

## Naissances
- 16 février : Jean-Baptiste d'Omalius d'Halloy, géologue, à Liège († 15 janvier 1875).
- 28 février : Alexis Billiet, cardinal français, archevêque de Chambéry († 30 avril 1873).